# Condado de Henry (Kentucky)
O Condado de Henry é um dos 120 condados do estado americano de Kentucky. A sede do condado é New Castle, e sua maior cidade é Eminence. O condado possui uma área de 754 km² (dos quais 5 km² estão cobertos por água), uma população de 15 060 habitantes, e uma densidade populacional de 20 hab/km² (segundo o censo nacional de 2000). O condado foi fundado em 1799.